# Grand Prix de la République
Le Grand Prix de la République est une ancienne compétition de cyclisme sur piste, épreuve de vitesse réservée aux professionnels. Il y eut un Grand Prix de la République pour les amateurs entre 1901 et 1909.
Le Grand Prix de la République était l'un des rendez-vous les plus importants derrière le Grand Prix de Paris.

## Histoire
Le Grand Prix de la République est fondé, en 1901, par Henri Desgrange, sous l'appellation Grand Prix Cycliste de la République, organisé par l'U.V.F., au profit des pauvres, sous le haut patronage du gouvernement, qui donne un vase de la Manufacture nationale de Sèvres et des estampes, pour les lauréats, dont les prix s'élèvent à 34 000 francs. Il a lieu 4 fois au vélodrome du Parc des Princes, puis est supprimé en 1909,,. 
Il est rénové en 1924 et se court au Parc des sports Lescure de Bordeaux jusqu'en 1934, puis à Reims en 1936 et 1937.

## Palmarès

### Professionnels
| Année     | Vainqueur          | Deuxième             | Troisième           | Vélodrome                          |
| 1901      | Willy Arend        | Thorvald Ellegaard   | Edmond Jacquelin    | Parc des Princes                   |
| 1902      | Non-disputé        | Non-disputé          | Non-disputé         |                                    |
| 1903      | Thorvald Ellegaard | Charles Van Den Born | Tom Jenkins         | Parc des Princes                   |
| 1904      | Walter Rütt        | Guus Schilling       | Henri Mayer         | Parc des Princes Vélodrome d'hiver |
| 1905-1907 | Non-disputé        | Non-disputé          | Non-disputé         |                                    |
| 1908      | Émile Friol        | Gabriel Poulain      | Émile Delage        | Parc des Princes                   |
| 1909-1923 | Non-disputé        | Non-disputé          | Non-disputé         |                                    |

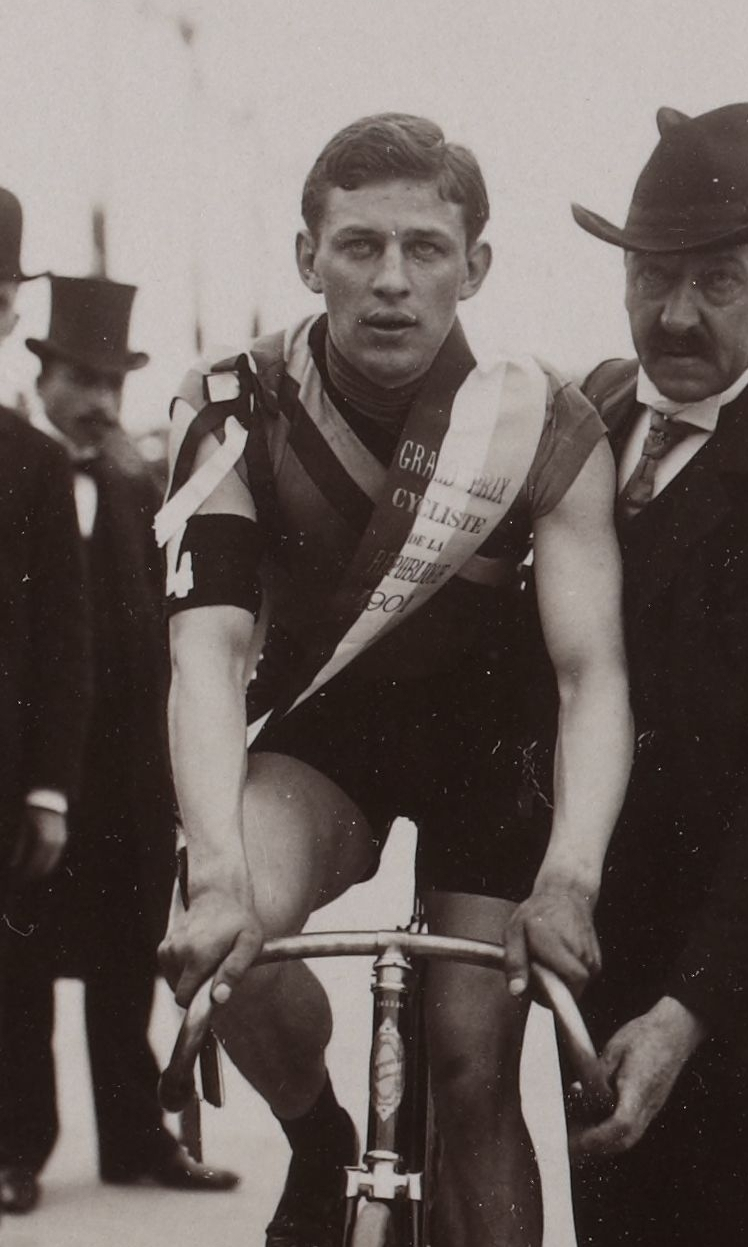
Willy Arend, vainqueur du Grand Prix de la République en 1901

| 1924      | Gerard Leene       | Maurice Schilles     | Pierre Sergent      | Parc des sports de Bordeaux        |
| 1925,     | Ernest Kauffmann   | Lucien Michard       | Cesare Moretti      | Parc des sports de Bordeaux        |
| 1926      | Lucien Michard     | Piet Moeskops        | Mario Bergamini     | Parc des sports de Bordeaux        |
| 1927      | Lucien Michard     | Mario Bergamini      | Aloïs De Graeve     | Parc des sports de Bordeaux        |
| 1928      | Ernest Kauffmann   | Lucien Faucheux      | Lucien Michard      | Parc des sports de Bordeaux        |
| 1929      | Lucien Michard     | Ernest Kauffmann     | Lucien Faucheux     | Parc des sports de Bordeaux        |
| 1930      | Lucien Faucheux    | Orlando Piani        | Lucien Michard      | Parc des sports de Bordeaux        |
| 1931      | Jef Scherens       | Lucien Michard       | Ernest Kauffmann    | Parc des sports de Bordeaux        |
| 1932      | Lucien Michard     | Avanti Martinetti    | Louis Gérardin      | Parc des sports de Bordeaux        |
| 1933,     | Jef Scherens       | Jacques Arlet        | Louis Gérardin      | Parc des sports de Bordeaux        |
| 1934      | Albert Richter     | Jef Scherens         | Lucien Michard      | Parc des sports de Bordeaux        |
| 1935      | Non-disputé        | Non-disputé          | Non-disputé         |                                    |
| 1936,     | Lucien Michard     | Louis Gérardin       | Jef Scherens        | Stade-vélodrome de Reims           |
| 1937      | Albert Richter     | Lucien Faucheux      | Jef Scherens        | Stade-vélodrome de Reims           |
| 1938      | Louis Gérardin     | Louis Chaillot       | Lucien Michard      | Stade municipal de Bordeaux        |
| 1939,     | Louis Gérardin     | Arie van Vliet       | Jef Scherens        | Stade municipal de Bordeaux        |
| 1940-1944 | Non-disputé        | Non-disputé          | Non-disputé         |                                    |
| 1945      | Louis Gérardin     | Jef Scherens         | Georges Senfftleben | Stade municipal de Bordeaux        |

### Amateurs
| Année | Vainqueur      | Deuxième         | Troisième        | Vélodrome        |
| 1901  | Émile Maitrot  | Paul Legrain     | Enrico Brusoni   | Parc des Princes |
| 1904, | Charvier       | Eugène Debongnie | Émile Demangel   | Parc des Princes |
| 1908  | Émile Demangel | André Auffray    | Maurice Schilles | Parc des Princes |
| 1909, | Pierre Texier  | André Auffray    | Émile Demangel   | Parc des Princes |